# HD 12661
HD 12661 ist ein Gelber Zwerg im Sternbild Widder, der von mindestens zwei Planeten, HD 12661 b und HD 12661 c, umkreist wird. Er ist ein Hauptreihenstern, besitzt die Spektralklasse K0 und die Leuchtkraftklasse V. Seine Masse liegt bei etwa 1,07 Sonnenmassen. HD 12661 ist so weit von der Sonne entfernt, dass er mit dem bloßen Auge nicht mehr zu erkennen ist. Seine Begleiter wurden in den Jahren 2000 und 2002 durch Messungen seiner Radialgeschwindigkeit entdeckt.